# Bdelloidea
Gli bdelloidei (Bdelloidea Hudson, 1884) sono una classe di animali invertebrati microscopici appartenente al phylum Rotifera. Il loro nome deriva dal greco bdella, che significa sanguisuga, coniato in base alla somiglianza del loro movimento, avanzano strisciando su un substrato, con quello caratteristico degli anellidi parassiti.

## Classificazione
La classe degli bdelloidei è suddivisa in tre ordini: Adinetida, Philodinavida, e Philodinida. A loro volta questi ordini consistono in quattro famiglie (Philodinavidae, Habrotrochidae, Philodinidae, e Adinetidae) che comprendono complessivamente 19 generi e circa 350 specie riconosciute solamente in base alla loro morfologia. Dato che questi organismi sono asessuati la classica definizione di una specie come un gruppo di organismi in grado di generare una prole fertile è inapplicabile, ricorrendo perciò in questo ai dati morfologici e molecolari per applicare il concetto di specie. Gli studi sul DNA evidenziano una diversità molto più grande rispetto a quella suggerita dalle classificazioni morfologiche originali.

## Morfologia

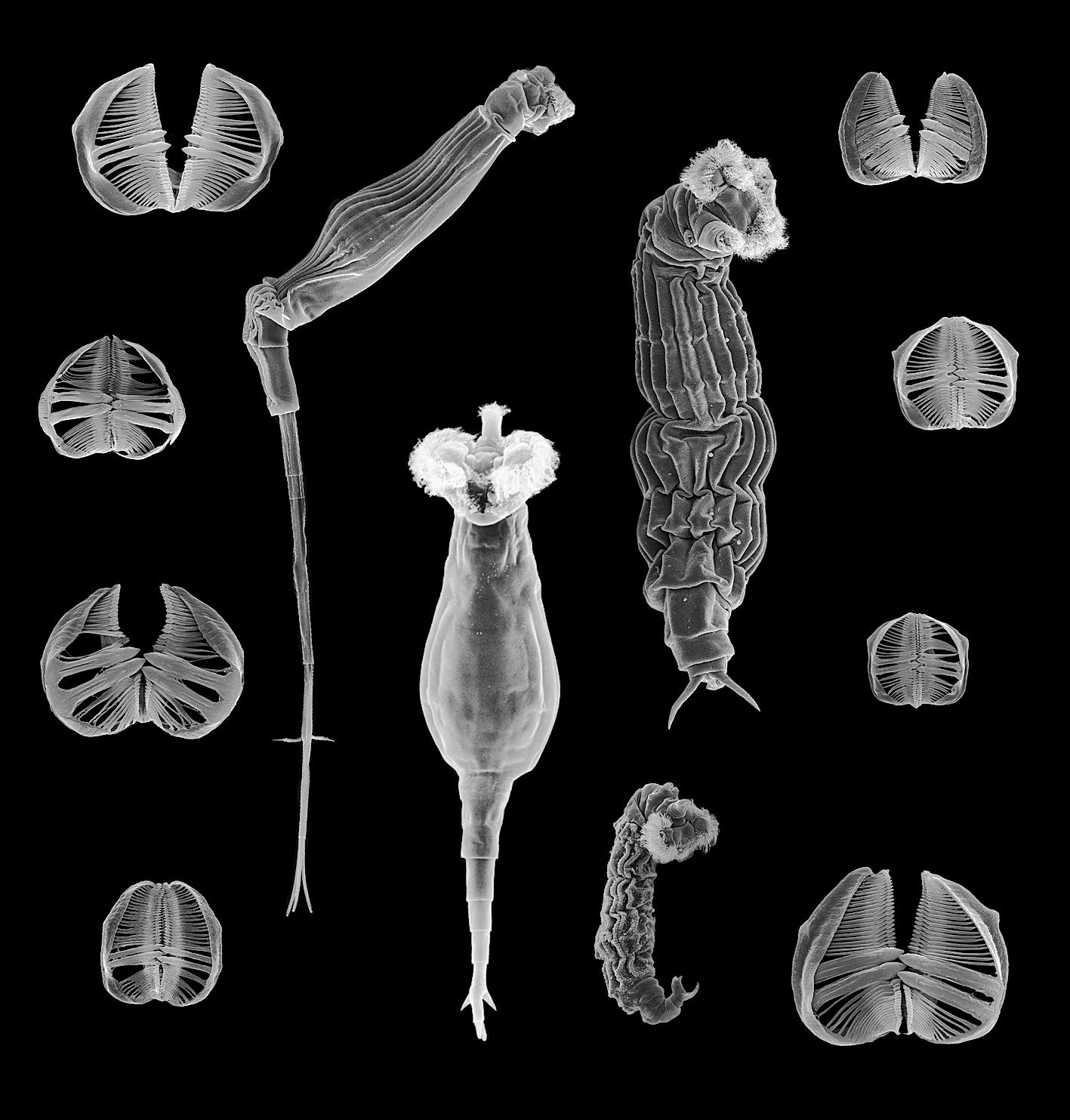
Immagini ottenute al microscopio elettronico a scansione che mostrano le variazioni morfologiche e le mandibole degli bdelloidei.

Gli bdelloidei possiedono una morfologia piuttosto uniforme e hanno una lunghezza compresa tra i 150-700 μm. Il loro corpo consiste in tre differenti regioni: testa, tronco, e piede. La testa e il tronco appaiono segmentati e sono retrattili all'interno del tronco. Sulla testa è presente un rostro, chiaramente visibile durante il movimento strisciante dell'animale. Una caratteristica peculiare degli bdelloidei è la presenza di due dischi ciliati (trochi) sui peduncoli che costituiscono quella che viene chiamata corona, un apparato rotatorio usato per convogliare il cibo in bocca e per nuotare in acqua. Negli Adinetida la corona è trasformata in un insieme di ciglia ventrali. Possiedono un robusto apparato masticatorio (mastax) con trofi ramati che li differenziano dai rotiferi monogononti. La maggior parte degli bdelloidei ritraggono i loro piedi quando mangiano; i generi Adineta, Bradyscela, Henoceros, e Philodinavus non possiedono alcun piede e ciò, oltre a influenzare il modo in cui mangiano, influenza pure il loro movimento.

## Habitat
Gli bdelloidei vivono principalmente nelle acque dolci (fiumi, laghi, stagni) e in alcuni ambienti terrestri (ad esempio, in muschi, licheni, cortecce d'albero, e suolo umido). Le loro piccole dimensioni ne permettono la facile dispersione a lunga distanza da parte del vento, dell'acqua, e degli animali. A parte Abrochtha carnivora che si nutre di altri rotiferi, gli bdelloidei si alimentano filtrando o raschiando piccole particelle di cibo composte da batteri, alghe unicellulari, lieviti, o materia organica particolata.
Una caratteristica che distingue gli bdelloidei dagli altri rotiferi è la loro capacità di sopravvivere negli ambienti aridi entrando in uno stato di quiescenza indotto dalla disidratazione definito anidrobiosi. Gli bdelloidei possono permanere in questo stato finché non viene ripristinato un sufficiente contenuto di acqua che permetta la loro reidratazione. Una Mniobia si è dimostrata in grado di sopravvivere fino a 9 anni in queste condizioni.

## Riproduzione
Gli bdelloidei sono di un certo interesse nell'ambito degli studi sull'evoluzione in quanto non è stato mai osservato alcun maschio in questa classe e le femmine si riproducono esclusivamente tramite partenogenesi, una forma di riproduzione asessuale dove gli embrioni si sviluppano senza la fecondazione. Le uova diploidi sono prodotte attraverso la mitosi. Questa caratteristica li distingue dagli altri rotiferi che si riproducono sessualmente.
L'ipotesi che gli bdelloidei nel corso dei loro 35-60 milioni di anni di storia evolutiva non abbiano mai introdotto alcuna diversità genetica nel loro genoma, non riproducendosi sessualmente, sembra essere apparentemente un'eccezione all'assunto che definisce la stessa diversità genetica essere vantaggiosa per una specie. In realtà, le evidenze scientifiche hanno dimostrato che questi "asessuati antichi" sono in grado di generare la diversità genetica durante l'anidrobiosi tramite il trasferimento genico orizzontale: con l'essiccazione la membrana cellulare può rompersi in alcuni punti consentendo al DNA di altri rotiferi, ma anche di specie più distanti come batteri, funghi, e piante, di penetrare all'interno ed essere incorporato.